# Coboldus laetifucatus
Coboldus laetifucatus is een vlokreeftensoort uit de familie van de Iphimediidae. De wetenschappelijke naam van de soort is voor het eerst geldig gepubliceerd in 1990 door Just.